# Aad de Mos
Aad de Mos (Haia, 27 de março de 1947) é um ex-treinador de futebol neerlandês cuja carreira durou quase trinta anos. Ele treinou times em seu país, Bélgica, Alemanha, Espanha, Japão, Arábia Saudita e Grécia, além de comandar a Seleção Emiradense de Futebol. O maior sucesso de De Mos foi ganhar a Taça dos Clubes Vencedores de Taças de 1987–88 como técnico do clube belga Mechelen.[carece de fontes?] Ele ainda venceu a Supercopa Europeia de 1988 com o clube belga.

## Títulos

### Treinador
Ajax
- Eredivisie: 1982–83, 1984–85
- Copa dos Países Baixos: 1982–83

Mechelen
- Jupiler Pro League: 1988–89
- Copa da Bélgica: 1986–87
- Segunda Divisão Belga: 2001–02
- Taça dos Clubes Vencedores de Taças: 1987–88
- Supercopa Europeia: 1988

Anderlecht
- Jupiler Pro League: 1990–91
- Vice-campeão da Taça dos Clubes Vencedores de Taças: 1989–90[5]

### Individuais
- Treinador da temporada no futebol europeu: 1987–88[6]
- Treinador profissional belga do ano: 1986–87, 1988–89[7]

## Vida pessoal
De Mos tem uma filha, Tessa (nascida em 1982), que atua como agente de futebol licenciado pela FIFA desde 2005 e atualmente trabalha para vários jogadores da Eredivisie.

## Ligações extrenas
- Site oficial (em inglês). Consultado em 3 de maio de 2021